# Васил Маринов (географ)
Васил Александров Маринов е български географ и учител, старши научен сътрудник в Етнографския институт с музей.

## Биография
Роден е през 1907 г. в Шумен. Завършва в Софийския университет, а след това специализира в Германия. Работи като учител и е старши научен сътрудник в Етнографския институт с музей в София. Почива през 1990 г.

## Научни трудове
Васил Маринов е автор на множество научни трудове. Сред най-известните му са:
- "Положение, име, граници, пространство и административно деление на Дели-ормана" (1933)
- „Морфология на Шуменските височини“ (1934)
- „Герлово, областно географско изучаване“ (1936)
- „Авренско плато, областно географско изучаване“ (1940)
- „Дели орман (южна част), областно географско изучаване“ (1941)
- „Плисковско (Абобско) поле, поселищно-географско изучаване“ (1943)
- „Принос към изучаване на бита и културата на турците и гагаузите в Североизточна България“ (1956)
- „Принос към изучаване на произхода, бита и културата на каракачаните“ (1964)
- „На гости у бесарабските българи“ (1988)